# 1984年香港
|        | 香港歷史 \| 香港歷史年表                                                                                                   |
| 世紀： | 19世紀香港 \| 20世紀香港 \| 21世紀香港                                                                                     |
| 年代： | 1950年代香港 \| 1960年代香港 \| 1970年代香港 \| 1980年代香港 \| 1990年代香港 \| 2000年代香港 \| 2010年代香港               |
| 年份： | 1980年香港 \| 1981年香港 \| 1982年香港 \| 1983年香港 \| 1984年香港 \| 1985年香港 \| 1986年香港 \| 1987年香港 \| 1988年香港 |
| 紀年： | 甲子年（鼠年）、香港開埠143周年、香港重光39周年                                                                            |

## 政府

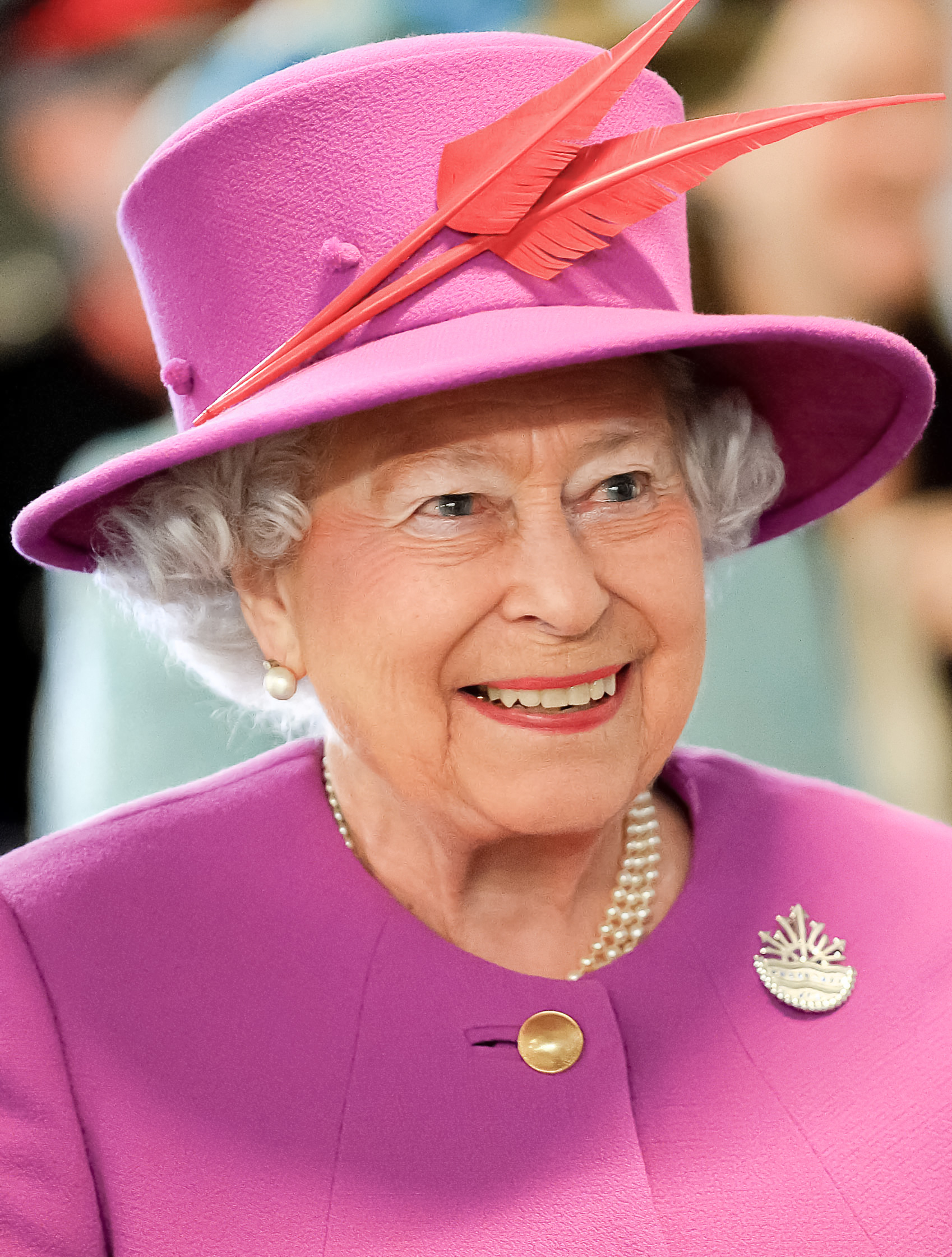
英国君主：伊丽莎白二世

## 大事記

### 1月
- 1月7日，元州邨6座903室凌晨被人用鐵鏈鎖門放火, 釀2死2傷。
- 1月11日，大角咀興旺大廈被縱火，消防處列為一級火，8死6傷。
- 1月13日，全港的士進行罷駛遊行，令全港多處道路擠塞。（詳見1984年香港的士罷駛事件）
- 1月16日，兇徒林浩義多次在港島半山以利刀截劫單身女子。一次他在港島半山區卑利士路近柏道做案時，遇上軍裝警長馬直鎏雙方發生糾纏，最後林斬殺馬並取去其佩槍，隨後偵緝警長謝燦接報趕到現場，被兇徒槍殺。
- 1月28日，跑馬地黃泥涌道發生嚴重車禍，一輪中巴衝上行人路，6死8傷。
- 1月31日，一輛停泊在寶生銀行中環分行德輔道中門外的解款車，被4名匪徒持械行劫，共劫走內藏1.4億日元紙幣的解款箱，以及一枝鳥槍。匪徒隨即在干諾道中截停一輛平治房車，並駛往北角方向逃離現場。（詳見寶生銀行解款車械劫案）

### 2月
- 2月4日，一輛行走6D線的AEC Regent五型（A26，車牌號碼AD4814）在深水埗元州街及北河街交界因前面私家車煞車而停車，但尾隨一輛行走6C線同型號巴士（A97，車牌號碼AD4889）收掣不及撞向其車尾，18人受傷。A97事後因引擎室及底盤損壞且年事已高而不獲修復，直接退役。

### 3月
- 3月5日，下午二時許，一輛行走3M線的丹拿珍寶（D987，車牌號碼BS4500）在慈雲山邨第61座外巴士站撞向前面一輛行走3C線的丹拿E型（D457，車牌號碼AD7363），7人受傷。
- 3月11日，一輛行走78K線往沙頭角方向的丹拿C型（D285，車牌號碼AD4741）在沙頭角公路近軍地撞向對面線一輛正在越綫爬頭的私家車，其後巴士再撞向對面線一輛私家車，繼而撞向一棵大樹後側翻，造成1死38人受傷。由於上層被樹幹撞塌並傷及引擎室及底盤，肇事巴士事後直接報廢。
- 3月30日，元朗舊墟東頭圍4號A兩層高石屋的下層，死者被兩名兇手謀財害命，肢解藏屍雪櫃。
- 3月31日，
  - 銅鑼灣伊利莎伯大廈一住客發現隔壁的單位的花槽有血水滲出，更發出惡臭，於是便立即報警。警方從花槽裏挖出兩具男屍，其後證實死者是一對新加坡金商少東兄弟。本案至今仍為懸案，未有兇手被捕。（詳見伊利莎伯大廈花槽藏雙屍命案）[1]
  - 跑馬地逸廬B座7樓命案

### 4月
- 4月9日，百多人發起地鐵罷工，部份員工在九龍灣地鐵總部靜坐。罷工期間，工會主席及副主席兩人同時絶食，表示對罷工的決心。惟事件內有300多個員工被解僱，後來公司容許部分員工復職，但最終有13人沒有再被聘用，當中包括當年地鐵工會副主席。
- 4月30日，威爾斯親王醫院啓用。
- 市政局籌建香港科學館。

### 5月
- 5月8日，一名退役警員因與女友感情破裂，突然持刀到女友居住的葵涌荔景邨第七座樂景樓低座三樓一單位，亂斬女友、其妹及其母，三人頸部的大動脈被割斷，兩死一重傷。（詳見荔景邨情殺案）
- 5月11日，兩名警員串同一名護衛行劫西貢灣景街一住宅。[2]

### 6月
- 6月7日，港督尤德主持東區走廊首期銅鑼灣至太古城段開幕儀式。[3]
- 6月8日下午2時半，東區走廊銅鑼灣至太古城段完工通車。[4]
- 6月13日：下午四時許，一輛行走3C線的丹尼士喝采（N261，車牌號碼CN9346）在彌敦道及亞皆老街交界與一輛行走72B線的利蘭勝利二型（G455，車牌號碼CV8584）相撞，11人受傷。
- 6月25日：強烈熱帶風暴雲茵以高速西移的路徑吹襲香港，並令皇家香港天文台懸掛八號風球。同時由於雲茵的高速度，香港的烈風很快便消退，因此八號風球也只懸掛了兩小時四十分鐘，是有紀錄以來最短的八號風球。[5][6][7]
- 6月29日：房屋署清拆隊清拆九龍城龍崗道後巷十六間僭建木屋時，有8名居民反抗，並與警察發生衝突，警方施方催淚彈，並拘捕8人。[8]

### 7月
- 7月5日，下午一時許，一輛行走74A線的丹尼士喝采（N263，車牌號碼CP819）在大埔公路—馬料水段近九肚山與一輛貨車迎頭相撞，8人受傷。
- 政府開始籌建大老山隧道。

### 8月
- 8月13日，1名警員在紅磡火車站制服1名男子時暈倒死亡。[9]
- 8月14日，發生嚴重交通意外，一輛行駛112線的九巴雙層巴士於北角琴行街衝上行人路，釀成5名路人受傷[10]
- 8月17日，維多利亞公園公廁謀殺案。
- 8月24日，西營盤東邊街發生爆炸案，一輛貨車失控撞毀私家車後，再撞入一間地舖並引發爆炸，當局列作三級火警處理。事後兩車連同地舖被炸毀，3死9傷。[11]
- 8月28日，半山堅尼地道42號香美台政府宿舍發生兇殺案，二名英籍督察一死一傷。[12]

### 9月
- 9月2日：上環荷李活道太榮樓3樓情殺案。[13]
- 9月11日：香港仔田灣大生工業大廈發生五級火災，焚燒了68小時才被救熄，45人受傷。工廠內存放物品多為塑膠製品和原料，通道亦被物品阻塞，導致灌救非常困難。[14]
- 9月19日：大窩坪臨屋區發生碎屍命案。
- 9月26日：中英兩國就香港前途問題的協議在北京草簽。在香港有大批市民排隊輪候索閱白皮書，在三小時內已經派發完畢。
- 9月27日：北角渣華道建築地盤發生工業意外，工人手掌捲入紥鐵機器，三指夾至血肉模糊。[15]
- 9月28日：布政司夏鼎基率領政界名人訪京團，參加中華人民共和國成立三十五周年慶典。

### 10月
- 10月15日：尖沙咀亞士厘道兇殺案，2男死亡1男重傷。
- 10月19日：兩男一女於筲箕灣明華大廈十三座地下對開空地被10名男子襲擊，一名男子傷重不治。[16]

### 11月
- 11月21日，灣仔港灣道23號鷹君中心升降機劫殺案。
- 11月25日：九廣鐵路東鐵（今東鐵綫）電氣化火車在上水站調頭時並沒有按照燈號，導致發生出軌事故。[17]
- 11月30日：香港仔中心海龍閣18樓1單位內1名女童被麻雀枱擊中喪命。[18]

### 12月
- 12月5日，一名警員在靶場演習時中彈身亡。[19]
- 12月8日，沙田新城市廣場八佰伴開業，晚上城門河有煙花表演。
- 12月16日，
  - 一輛行走68M線的利蘭勝利二型（G363，車牌號碼CS4328）在青山公路—屏山段近唐人新村行駛時，車長遭四名手持鐵尺男子襲擊，巴士於無人駕駛情況下撞向路邊燈柱。而該四名男子在交通意外發生後將車長拖出車外，繼續毆至血流披面始逃去。但警員到場時，所有乘客已離開，因此需追輯涉事人士。
  - 油塘高超道邨發生離奇命案青年伏屍電梯槽底。[20]
- 12月19日，關乎香港前途切身問題的《中英聯合聲明》在北京人民大會堂正式簽署。

### 節慶
下列節慶，如無註明，均是香港的公眾假期，同時亦是法定假日（俗稱勞工假期）。有 # 號者，不是公眾假期或法定假日（除非適逢星期日或其它假期），但在商業炒作下，市面上有一定節慶氣氛，傳媒亦對其活動有所報導。詳情可參看香港節日與公眾假期。
- 1月1日（星期日）：元旦
- 1月2日（星期一）：元旦翌日（補1月1日）
- 2月2日（星期四）：農曆年初一
- 2月3日（星期五）：農曆年初二
- 2月4日（星期六）：農曆年初三
- 4月4日（星期三）：兒童節 #、清明節
- 4月20日（星期五）：耶穌受難節（是公眾假期，但不是法定假日）
- 4月21日（星期六）：耶穌受難節翌日（是公眾假期，但不是法定假日）
- 4月23日（星期一）：復活節星期一（是公眾假期，但不是法定假日）
- 6月4日（星期一）：端午節
- 6月16日（星期六）：英女皇壽辰（是公眾假期，但不是法定假日）
- 6月18日（星期一）：英女皇壽辰後第一個星期一（是公眾假期，但不是法定假日）
- 8月25日（星期六）：8月份最後一個星期一之前一個星期六（是公眾假期，但不是法定假日）
- 8月27日（星期一）：8月份最後一個星期一為重光紀念日
- 9月10日（星期一）：中秋節 #
- 9月11日（星期二）：中秋節翌日
- 10月3日（星期三）：重陽節
- 10月31日（星期三）：萬聖夜 #
- 12月22日（星期六）：冬至（是法定假日，但不是公眾假期，根據法定假日放假的機構，或會聖誕節放假，冬至不放假。部份機構或會提早下班）
- 12月24日（星期一）：平安夜#（不是公眾假期或法定假日，但部份機構或會提早下班或放假一天）
- 12月25日（星期二）：聖誕節（根據法定假日放假的機構，或會冬至放假，聖誕節不放假）
- 12月26日（星期三）：聖誕節後第一個周日（是公眾假期，但不是法定假日）
- 12月31日（星期一）：公曆除夕# （不是公眾假期或法定假日，但部份機構或會提早下班或放假一天）

## 出生人物
- 梁麗瑩、黃婉曼、吳幸美、傅穎、徐淑敏、周麗欣、李綺雯、李亞男、戴夢夢、岑麗香、鍾舒漫、梁麗翹、袁嘉敏、鍾嘉欣。

## 逝世人物
- 12月14日：張瑛，香港前粵語片、電影及電視劇演員。